# 1966年のスポーツ
1966年のスポーツ（1966ねんのスポーツ）では、1966年（昭和41年）のスポーツ関連の出来事についてまとめる。

## できごと
- 2月10日 - オリンピック記念青少年総合センター開館
- 4月11日 - ゴルフのジャック・ニクラスが、マスターズで史上初の2連覇
- 4月16日 - 国立競技場トレーニングセンター開設
- 4月16日 - 日本キャンプ協会設立
- 4月19日 - ボストンマラソンで君原健二優勝、4位までを日本人選手が独占
- 4月26日 - 1972年冬季オリンピックの開催地が札幌に決定
- 5月14日～21日 - 第4回ユーバー杯女子バドミントンで、日本チームが初参加で初優勝
- 6月25日 - 祝日法が改正され、敬老の日と体育の日が祝日になる
- 6月26日 - 日本初のオリエンテーリング大会開催
- 7月9日 - ゴルフのジャック・ニクラス、4大大会制覇
- 7月11日 - 第1回全日本サーフィン大会開催
- 7月27日 - 読売ジャイアンツの堀内恒夫、開幕13連勝の日本タイ記録
- 8月6日 - ニチボー貝塚、世界バレー代表選考会でヤシカに敗れ、連勝記録258でストップ
- 8月24日 - 第48回全国高等学校野球選手権大会で中京商業が史上2校目の春夏連続制覇
- 10月10日 - 第1回体育の日
- 11月19日 - 大相撲の栃ノ海晃嘉引退
- 11月27日 - 第1回国際マラソン選手権開催

## 総合競技大会
- 第4回冬季ユニバーシアード（イタリア・トリノ他・2月5日～13日） - 日本の獲得メダル：金3、銀2、銅2
- 第1回アジア新興国競技大会（Asian-GANEFO, カンボジア・プノンペン・11月25日～12月6日）
- 第5回アジア競技大会（タイ・バンコク・12月9日～20日） - 日本の獲得メダル：金78、銀53、銅33
- 第21回剛健国体（冬季スケート - 岩手県・1月27日～30日、冬季スキー - 北海道・2月19日～23日、夏季 - 大分県・9月18日～21日、秋季 - 大分県・10月23日～28日）
天皇杯順位：優勝 大分県、第2位 東京都、第3位 大阪府
皇后杯順位：優勝 東京都、第2位 大阪府、第3位 愛知県

## アイスホッケー
- スタンレーカップ決勝（1965-1966シーズン）
モントリオール・カナディアンズ （4勝2敗） デトロイト・レッドウィングス

## 大相撲
- 一月場所（蔵前国技館・16日～30日）
幕内最高優勝 : 柏戸剛（14勝1敗,4回目）
十両優勝 : 東錦栄三郎（11勝4敗）
- 三月場所（大阪府立体育館・12日～26日）
幕内最高優勝 : 大鵬幸喜（13勝2敗,19回目）
十両優勝 : 君錦利正（13勝2敗）
- 五月場所（蔵前国技館・15日～29日）
幕内最高優勝 : 大鵬幸喜（14勝1敗,20回目）
十両優勝 : 大心昇（12勝3敗）
- 七月場所（愛知県体育館・3日～17日）
幕内最高優勝 : 大鵬幸喜（14勝1敗,21回目）
十両優勝 : 前の山和一（12勝3敗）
- 九月場所（蔵前国技館・11日～25日）
幕内最高優勝 : 大鵬幸喜(13勝2敗,22回目）
十両優勝 : 大文字研二（12勝3敗）
- 十一月場所（福岡スポーツセンター・13日～27日）
幕内最高優勝 :大鵬幸喜（15戦全勝,23回目）
十両優勝 : 金乃花武夫（12勝3敗）
- 年間最優秀力士賞:大鵬幸喜（69勝6敗15休）
- 年間最多勝:柏戸剛（71勝19敗）

## ゴルフ

### 世界4大大会（男子）
- マスターズ優勝者：ジャック・ニクラス（アメリカ）
- 全米オープン優勝者：ビリー・キャスパー（アメリカ）
- 全英オープン優勝者：ジャック・ニクラス（アメリカ）
- 全米プロゴルフ優勝者：アル・ガイバーガー（アメリカ）

ニクラスが全英オープン優勝により、男子ゴルフ史上4人目の「キャリア・グランドスラム」を達成。

## サッカー
- 第8回FIFAワールドカップ決勝（イングランド・7月30日）
イングランド 4-2 西ドイツ
- 第45回天皇杯全日本サッカー選手権大会決勝
東洋工業 3-2 八幡製鉄
- 第2回日本サッカーリーグ
優勝:東洋工業

## 自転車競技

### ロードレース
- 第49回ジロ・デ・イタリア
総合優勝：ジャンニ・モッタ（イタリア）
- 第53回ツール・ド・フランス
総合優勝：ルシアン・エマール（フランス）

## テニス

### グランドスラム
- 全豪選手権　男子単優勝：ロイ・エマーソン（オーストラリア）、女子単優勝：マーガレット・スミス（オーストラリア）
- 全仏選手権　男子単優勝：トニー・ローチ（オーストラリア）、女子単優勝：アン・ヘイドン＝ジョーンズ（イギリス）
- ウィンブルドン　男子単優勝：マニュエル・サンタナ（スペイン）、女子単優勝：ビリー・ジーン・キング（アメリカ）
- 全米選手権　男子単優勝：フレッド・ストール（オーストラリア）、女子単優勝：マリア・ブエノ（ブラジル）

## バスケットボール
- NBAファイナル（1965-1966シーズン）
ボストン・セルティックス（東） （4勝3敗） ロサンゼルス・レイカーズ（西）

## ラグビー
- 第3回日本ラグビーフットボール選手権大会（近鉄花園ラグビー場・1月15日）
早稲田大学 12-9 八幡製鉄

## 誕生
- 1月1日 - 北勝鬨準人（北海道、相撲）
- 1月9日 - 向島建（静岡県、サッカー）
- 1月16日 - ジャック・マクダウエル（アメリカ、野球）
- 1月17日 - 小島伸幸（群馬県、サッカー）
- 1月17日 - ゲーリー・グッドリッジ（トリニダード・トバゴ→カナダ、格闘家）
- 1月19日 - ステファン・エドベリ（スウェーデン、テニス）
- 1月22日 - エカテリーナ・サボー（ルーマニア、体操競技）
- 1月26日 - 長嶋一茂（東京都、野球）
- 1月28日 - 田辺陽子（東京都、柔道）
- 1月29日 - ロマーリオ（ブラジル、サッカー）
- 1月31日 - 星野伸之（北海道、野球）
- 2月5日 - ホセ・マリア・オラサバル（スペイン、ゴルフ）
- 2月7日 - クリスティン・オットー（ドイツ、水泳）
- 2月8日 - フリスト・ストイチコフ（ブルガリア、サッカー）
- 2月20日 - 春日富士晃大（宮城県、相撲）
- 3月19日 - 宮本勝文（大阪府、ラグビー）
- 4月3日 - 越野忠則（北海道、柔道）
- 4月8日 - ボビー・オロゴン（ナイジェリア、格闘家）
- 4月14日 - グレッグ・マダックス（アメリカ、野球）
- 4月18日 - トリーネ・ハッテスタット（ノルウェー、陸上競技）
- 4月19日 - エル・サムライ（岩手県、プロレス）
- 4月28日 - ジャン・リュック・クレティエ（フランス、アルペンスキー）
- 4月28日 - ジョン・デーリー（アメリカ、ゴルフ）
- 5月10日 - ジョナサン・エドワーズ（イギリス、陸上競技）
- 5月11日 - 田辺徳雄（山梨県、野球）
- 5月19日 - 山崎慎太郎（和歌山県、野球）
- 5月20日 - リサロッテ・ノイマン（スウェーデン、ゴルフ）
- 5月20日 - 益子直美（東京都、バレーボール）
- 5月22日 - ホセ・メサ（ドミニカ共和国、野球）
- 5月24日 - エリック・カントナ（フランス、サッカー）
- 5月26日 - ゾーラ・バッド（南アフリカ、陸上競技）
- 5月28日 - 鈴木亨（岐阜県、ゴルフ）
- 6月13日 - 服部尚貴（三重県、レーシングドライバー）
- 6月16日 - ヤン・ゼレズニー（チェコ、陸上競技）
- 6月16日 - ランディ・バーンズ（アメリカ、陸上競技）
- 6月18日 - サンディー・アロマー・ジュニア（プエルトリコ、野球）
- 6月18日 - カート・ブラウニング（カナダ、フィギュアスケート）
- 6月25日 - ディケンベ・ムトンボ（コンゴ、バスケットボール）
- 6月29日 - パパイヤ鈴木（東京都、ダンサー）
- 6月30日 - マイク・タイソン（アメリカ、ボクシング）
- 7月3日 - モイゼス・アルー（アメリカ、野球）
- 7月12日 - 井上真二（熊本県、野球）
- 7月18日 - ダン・オブライエン（アメリカ、陸上競技）
- 7月30日 - 柴田善臣（青森県、競馬）
- 8月2日 - ティム・ウェイクフィールド（アメリカ、野球）
- 8月4日 - 佐々木健介（福岡県、プロレス）
- 8月15日 - 坂田和人（東京都、オートバイレーサー）
- 8月25日 - アルバート・ベル（アメリカ、野球）
- 8月30日 - 小谷実可子（東京都、シンクロナイズド・スイミング）
- 8月30日 - 村口史子（東京都、ゴルフ）
- 9月1日 - ティム・ハーダウェイ（アメリカ、バスケットボール）
- 9月2日 - オリビエ・パニス（フランス、レーシングドライバー）
- 9月4日 - 吉田豊彦（大分県、野球）
- 9月7日 - グンダ・ニーマン＝シュティルネマン（ドイツ、スピードスケート）
- 9月9日 - ゲオルク・ハックル（ドイツ、リュージュ）
- 9月15日 - デヤン・サビチェビッチ（モンテネグロ、サッカー）
- 9月19日 - 野村謙二郎（大分県、野球）
- 9月19日 - 高山善廣（東京都、プロレス）
- 9月22日 - 桜庭吉彦（秋田県、ラグビー）
- 9月24日 - 定詰雅彦（広島県、野球）
- 10月1日 - ジョージ・ウェア（リベリア、サッカー）
- 10月8日 - 湯舟敏郎（大阪府、野球）
- 10月16日 - アマラオ（ブラジル、サッカー）
- 10月23日 - 石橋守（滋賀県、競馬）
- 10月23日 - アレッサンドロ・ザナルディ（イタリア、レーシングドライバー）
- 10月24日 - 山川美由紀（徳島県、競艇）
- 10月31日 - 金本浩二（兵庫県、プロレス）
- 11月5日 - 宮部保範（北海道、スピードスケート）
- 11月8日 - 平井光親（福岡県、野球）
- 11月10日 - 中原雄（福岡県、バスケットボール）
- 11月14日 - カート・シリング（アメリカ、野球）
- 11月19日 - ゲイル・ディバース（アメリカ、陸上競技）
- 11月21日 - トロイ・エイクマン（アメリカ、アメリカンフットボール）
- 11月29日 - 吉田修司（愛知県、野球）
- 11月30日 - デビッド・バーコフ（アメリカ、水泳）
- 12月1日 - ラリー・ウォーカー（カナダ、野球）
- 12月2日 - 新崎人生（徳島県、プロレス）
- 12月6日 - 川岸良兼（石川県、ゴルフ）
- 12月7日 - 伊藤真一（宮城県、オートバイレーサー）
- 12月12日 - ウルティモ・ドラゴン（愛知県、プロレス）
- 12月16日 - クリフォード・ロビンソン（アメリカ、バスケットボール）
- 12月17日 - 有森裕子（岡山県、マラソン）
- 12月17日 - ワレリー・リューキン（ロシア、体操競技）
- 12月19日 - アルベルト・トンバ（イタリア、アルペンスキー）
- 12月25日 - 新井敏弘（群馬県、ラリードライバー）
- 12月27日 - 福田正博（神奈川県、サッカー）

## 死去
- 1月9日 - 三木龍喜（香川県、テニス、*1904年）
- 1月11日 - ハンネス・コーレマイネン（フィンランド、陸上競技、*1889年）
- 1月14日 - ウィリアム・カー（アメリカ、陸上競技、*1909年）
- 3月26日 - ヒルデ・シュレーダー（ドイツ、水泳、*1910年）
- 4月13日 - 高石勝男（大阪府、水泳、*1906年）
- 6月11日 - アルフレート・ベルガー（オーストリア、フィギュアスケート、*1894年）
- 6月30日 - ジュゼッペ・ファリーナ（イタリア、レーシングドライバー、*1906年）
- 7月26日 - ハワード・キンゼイ（アメリカ、テニス、*1899年）
- 10月10日 - シャーロット・クーパー（イギリス、テニス、*1870年）
- 11月6日 - 岡部平太（福岡県、スポーツ指導者、*1891年）
- 12月5日 - シルベール・マエス（ベルギー、自転車競技、*1909年）
- 12月14日 - 式守伊之助 (19代)（茨城県、相撲、*1886年）
- 12月26日 - ギジェルモ・スタービレ（アルゼンチン、サッカー、*1906年）